# 젠자이
젠자이(일본어: ぜんざい)는 팥이나 다른 콩류를 달콤하게 졸여 만든 일본 음식이다. 모치나 시라타마 등 쌀떡류나 밤 간로니(조림) 등을 넣어 낸다.

## 비슷한 음식

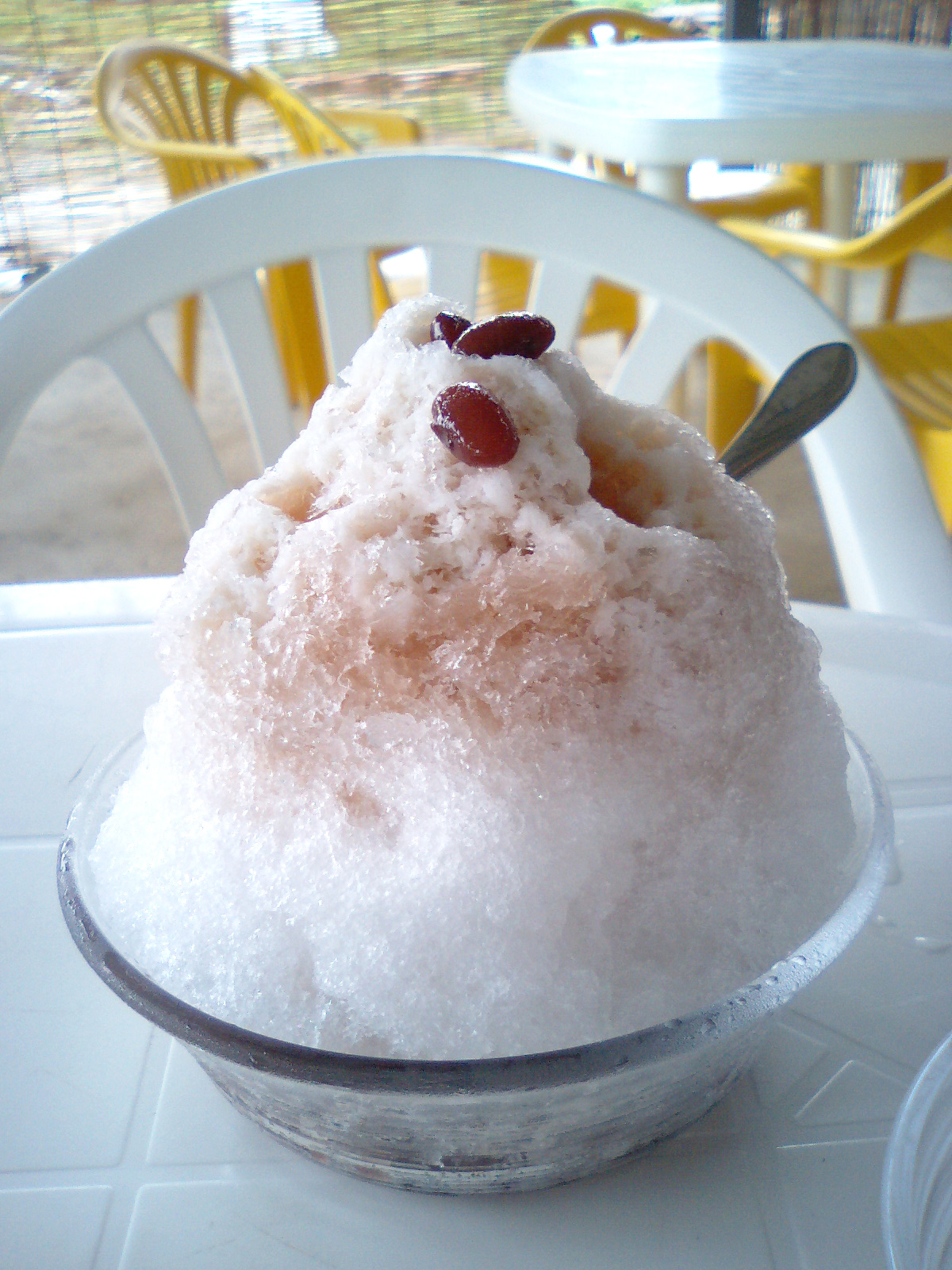
오키나와 젠자이

도쿄를 비롯한 간토 지방과 교토·오사카를 비롯한 간사이 지방에서 젠자이와 시루코를 구분하는 방법이 다른데, 간토에서는 물기가 적고 뻑뻑하게 졸인 것을 "젠자이", 국물이 있게 끓인 것을 "시루코"라 부른다. 간사이에서는 간토의 "시루코"와 비슷하게 통팥을 국물이 많게 끓인 것을 "젠자이"라 부르며, 껍질을 제거하고 팥알을 완전히 으깬 팥소나 팥가루로 만든 것을 "시루코"라 부른다.
오키나와에서 "젠자이"라 불리는 음식은 달콤하게 조린 강낭콩을 올린 카키고리(빙수)이다.

## 같이 보기
- 팥죽
- 훙더우탕